# Reyner Banham
 (novembre 2021).
Si vous disposez d'ouvrages ou d'articles de référence ou si vous connaissez des sites web de qualité traitant du thème abordé ici, merci de compléter l'article en donnant les références utiles à sa vérifiabilité et en les liant à la section « Notes et références ».
Pour les articles homonymes, voir Banham.
Peter Reyner Banham, né le 2 mars 1922 à Norwich - mort le 19 mars 1988 à Londres, est un auteur et critique architectural, connu notamment pour son traité théorique publié en 1960 Theory and Design in the First Machine Age, ainsi que pour son livre publié en 1971 Los Angeles: The Architecture of Four Ecologies dans lequel il a catalogué des expériences angelines selon quatre modèles d'écologie (Surfurbia, Foothills, The Plains of Id et Autopia) et a exploré les cultures architecturales distinctes de chacun de ces milieux.

## Biographie
Il habita à Londres jusqu'à son départ pour les États-Unis en 1976. Il fut l'élève d'Anthony Blunt puis de Siegfried Giedion et de Nikolaus Pevsner. Pevsner l'invita à étudier l'histoire de l'architecture moderne, abandonnant son travail sur les pionniers du Mouvement moderne. Dans Theory and Design in the First Machine Age en 1960, Banham revisita les principales théories de Pevsner, liant le Modernisme à des structures bâties où en fait le fonctionnalisme était assujetti à des contraintes formelles. Il écrivit un Guide to Modern Architecture (1962, republié par la suite sous le titre Age of the Masters, a Personal View of Modern Architecture.)
Il fut lié à l'Independent Group, à l'exposition This is Tomorrow en 1956 (naissance du Pop Art) et à la pensée des Smithson et de James Stirling concernant le Brutalisme (qu'il développa dans The New Brutalism en 1955). Il présagea une « deuxième ère » de la machine et du consumérisme. The Architecture of Well-Tempered Environment paru en 1969 prolonge les idées du livre de Giedion Mechanization Takes Command publié en 1948, mettant même le développement des technologies (électricité, air climatisé) devant les apports classiques de la structure. Ceci devint dans les années 1960 le domaine de prédilection  par Cedric Price, Peter Cook et Archigram d'une façon générale.
La pensée écologique (Los Angeles : The Architecture of Four Ecologies en 1971) et le choc pétrolier en 1973 l'ont beaucoup affectés. Le postmodernisme lui procura un sentiment de malaise et il devint la figure de l'architecture d'après-guerre britannique. Il rompit avec formes techniques et utopiques dans Scenes in America Deserta (1982), et A Concrete Atlantis (1986) parle des espaces ouverts et de sa vision d'un futur « moderne ».
En tant que professeur, Banham enseigna à l'université de Londres, à l'université d'État de New York (SUNY) à Buffalo et à l'université de Californie à Santa Cruz. Il fut aussi Sheldon H. Solow Professor de l'Histoire de l'architecture à l'Institut des Arts plastiques de l'université de New York.
Il est aussi le protagoniste d'un documentaire intitulé Reyner Banham loves Los Angeles. Banham y déclare qu'il avait appris à conduire pour pouvoir lire Los Angeles dans le texte (« I learned to drive in order to read Los Angeles in the original »).

## Ouvrages traduits
- Los Angeles, Marseille, Parenthèses, 2008
- L'architecture de l'environnement bien tempéré, Editions HYX, 2011

## Source
- (en) Cet article est partiellement ou en totalité issu de l’article de Wikipédia en anglais intitulé « Reyner Banham » (voir la liste des auteurs).